# شیطان تمام‌وقت (فیلم)
شیطان تمام‌وقت (به انگلیسی : The Devil All The Time) فیلمی آمریکایی در سبک مهیج روانشناختی محصول سال ۲۰۲۰ به کارگردانی و نویسندگی آنتونیو کامپوس است. آنتونیو کامپوس فیلمنامه این فیلم را به همراه پائولو کامپوس بر اساس رمانی به همین نام نوشته دونالد ری‌پولاک به نگارش درآورده است. خود ری پولاک نیز به عنوان راوی در فیلم حضور دارد. از تهیه‌کنندگان این فیلم می‌توان به جیک جیلنهال، ریوا مارکر، راندال پوستر و مکس بورن اشاره کرد. بازیگرانی چون تام هالند، بیل اسکاشگورد، رایلی کیئو، جیسون کلارک، سباستین استن، هیلی بنت، الیزا اسکانلن، میا واسیکوسکا و رابرت پتینسون در این فیلم به ایفای نقش می‌پردازند.داستان این فیلم که در طی دو دهه روایت می‌شود، در محلی به نام ناکم استیف در اوهایو که یک جنگل دورافتاده و فراموش‌شده است و طوفانی از ایمان، خشونت و رستگاری در آن جریان دارد، اتفاق می‌افتد. ویلارد راسل که از نجات زندگی همسر در حال مرگش ناامید شده، شروع به مناجات، فداکاری و قربانی کردن می‌کند. پسر او که آروین راسل نام دارد و شخصیت اصلی داستان نیز خواهد بود، از یک پسربچه که همواره قلدرها در حال زور گفتن به او هستند، در حال تبدیل شدن به مردی است که می‌داند درست در چه زمانی دست به کار شود.
شیطان تمام‌وقت در سینماهای منتخب اکران شد و در تاریخ ۱۶ سپتامبر ۲۰۲۰ از شبکه نتفلیکس اکران شد.

## داستان
در طول جنگ جهانی دوم، ویلارد راسل هنگام خدمت در جزایر سلیمان، گروهبان میلر جونز را که توسط نیروهای ژاپنی به صلیب آویخته شده‌بود و به سختی زنده مانده بود را پیدا می‌کند و با شلیک گلوله به سر او، به رنج او پایان می‌دهد. پس از جنگ، ویلارد هنگام بازگشت به خانه خود در ویرجینیای غربی، از ایالت اوهایو می‌گذرد و در آن‌جا با شارلوت، پیشخدمت یک غذاخوری آشنا می‌شود. ویلارد علی‌رغم میل مادرش که دوست دارد او با هلن ازدواج کند، با شارلوت ازدواج می‌کند و صاحب یک پسر به نام آروین می‌شوند.
در سال ۱۹۵۰، هلن با یک واعظ عجیب و بسیار متعصب به نام روی لافرتی، که در یک خطبه عنکبوت های سمی را بر روی صورت خود می‌ریزد تا ایمان خود را به خدا نشان دهد، ازدواج می‌کند و صاحب دختری به نام لنورا می‌شوند. روی نسبت به نیش عنکبوت واکنش نشان می‌دهد و بر چالش واقعیت او تاثیر می‌گذارد و روی با اعتقاد به اینکه توانایی زنده کردن مردگان را دارد، هلن را می‌کشد اما نمی‌تواند احیاگر او باشد. روی از ترس فرار می‌کند. در راه او با یک زوج قاتل سریالی، کارل و سندی همراه می‌شود. آیین این زوج، شامل جذب مردهایی با ساعت‌های مچی و تشویق آن‌ها به رابطه جنسی با سندی است. سپس کارل از آن‌ها عکس می‌گیرد و آن‌ها را به قتل می‌رساند. روی از رابطه جنسی با سندی امتناع می‌ورزد و کارل با ضرب گلوله، او را به قتل می‌رساند.
در سال ۱۹۵۷، شارلوت به سرطان مبتلا می‌شود. ویلارد معتقد است که می‌تواند با دعای زیاد، سرطان را از بدن همسرش خارج کند. او شروع به مناجات و قربانی کردن سگ آروین می‌کند. او شبانه روز در مقابل صلیب خانه شروع به دعا می‌کند. اما شارلوت به دلیل بیماری فوت می‌کند و ویلارد که ناامید شده‌است، خودکشی می‌کند. آروین که اکنون یتیم شده‌است نزد مادربزرگ خود، اما، می‌رود تا در کنار او زندگی کند. او در آنجا با لنورا آشنا و با هم بزرگ می‌شوند.
در سال ۱۹۶۵، دایی آروین راسل، در تولد پانزده سالگی او لوگری را که پدرش از جنگ آورده بود، به او هدیه می‌دهد. کشیش جدید و جوانی به نام کشیش پرستون تاگاردین جایگزین کشیش قبلی می‌شود که رفتارهای متعصبی از خود نشان می‌دهد. پس از اینکه آروین متوجه می‌شود که لنورا در مدرسه مورد آزار و اذیت قرار می‌گیرد به سراغ قلدرها می‌رود و آن‌ها را کتک می‌زند. در همین حال پرستون از تنهایی لنورا سواستفاده می‌کند و به او تجاوز می‌کند. لنورا حاملگی خود را به پرستون تاگاردین اطلاع می‌دهد و او را مقصر این اتفاق می‌داند اما پرستون او را از خود می‌راند. لنورا که نمی‌خواهد باعث شرم خانواده خود شود، تصمیم می‌گیرد خودش را حلق آویز کند. او همان‌طور که روی سطل ایستاده بود نظرش عوض می‌شود و تصمیم می‌گیرد تا طناب را از سر خود باز کند اما به‌طور اتفاقی لیز می‌خورد و می‌میرد.
پس از کالبد شکافی به آروین اطلاع داده می‌شود که لنورا باردار بوده‌است و آروین به پرستون تاگاردین شک می‌کند و تصمیم می‌گیرد جاسوسی او را کند تا مطمئن شود. پس از مدتی، آروین به کلیسا می‌رود و پرستون را می‌کشد آروین که ترسیده است فرار می‌کند او در میان راه توسط کارل و سندی انتخاب می‌شود که آروین متوجه اسلحه کارل می‌شود و سریعتر از آن‌ها، کارل و سندی را به قتل می‌رساند و در ماشین مجموعه ای از عکس‌های طعمه‌های کارل و سندی را پیدا می‌کند. به کلانتر لی، برادر سندی گفته می‌شود که سندی به قتل رسیده‌است. لی برای جلوگیری از لو رفتن کارل و سندی به آپارتمان آن‌ها می‌رود و عکس‌ها را می‌سوزاند. آروین به خانه پدرش در اوهایو می‌رود. لی که می‌فهمد آروین قاتل است او را پیدا می‌کند و آروین او را نیز به قتل می‌رساند. آروین تصمیم به فرار از آن محل می‌گیرد و سوار ماشین دیگری می‌شود. فیلم با خیال پردازی آروین درباره آینده خود پایان می‌یابد.

## بازیگران
- تام هالند در نقش آروین راسل، فرزند یتیم ویلارد و شارلوت راسل، که به پسری خشن تبدیل شده‌است.
  - مایکل بنکس در نقش نه سالگی آروین راسل.
- بیل اسکاشگورد در نقش ویلارد راسل، پدر آروین و همسر شارلوت، او سرباز جنگ جهانی دوم بود.
- رابرت پتینسون در نقش کشیش پرستون تاگاردین، یک واعظ که ایمانش از او آزمایش می‌شود.
- رایلی کیئو در نقش سندی هندرسون[۱] همسر کارل و خواهر جوانتر لی که بدون دلیل آدم می‌کشد و طعمه قربانی‌ها است.
- جیسون کلارک در نقش کارل هندرسون، همسر سندی هندرسون، عکاس و قاتل سریالی که از قربانی‌ها عکس می‌گیرد.
- سباستین استن در نقش کلانتر لی بودکر، برادر سندی هندرسون، که یک کلانتر محلی فاسد است.
- هیلی بنت در نقش شارلوت راسل، همسر ویلارد راسل و مادر آروین.
- الیزا اسکلن در نقش لنورا لافرتی، دختر هلن و روی لافرتی که خواهر ناتنی آروین است. او ناخواسته از کشیش پرستون تاگاردین، باردار می‌شود.
- میا واسیکوفسکا در نقش هلن هاتون، همسر روی لافرتی و مادر لنورا.
- هری ملینگ در نقش روی لافرتی، همسر هلن و پدر لنورا که یک کشیش است.
- پوکی لافرج در نقش تئودو، همکار روی که یک موسیقی‌دان است.
- کریستین گریفیث در نقش اما راسل، مادر ویلارد و مادربزرگ آروین راسل که مادرخوانده لنورا است.
- دونالد ری پولاک در نقش راوی.

## تولید
در سپتامبر ۲۰۱۸، تام هالند، رابرت پتینسون، کریس ایوانز و میا واشیکوفسکا به عنوان بازیگر انتخاب شدند. آنتونیو کامپوس مشغول نوشتن فیلمنامه شد و جیک جیلنهال تهیه کنندگی آن را بر عهده گرفت.
در ژانویه ۲۰۱۹، بیل اسکاشگورد و الیزا اسکانلن به جمع بازیگران اضافه شدند و نتفلیکس حق پخش فیلم را خرید. کریس ایوانز به دلیل مشکلات برنامه‌ریزی پروژه را ترک کرد و سباستین استن جایگزین او شد. همچنین جیسون کلارک، رایلی کیئو و هیلی بنت و در مارس ۲۰۱۹ هری ملینگ به جمع بازیگران اضافه شدند. فیلمبرداری در ۱۹ فوریه ۲۰۱۹ در آلاباما آغاز و در ۱۵ آوریل ۲۰۱۹ به پایان رسید.

## انتشار
این فیلم در تاریخ ۱۱ سپتامبر ۲۰۲۰ در سینمای منتخب اکران شد و توسط نتفلیکس در ۱۶ سپتامبر ۲۰۲۰ منتشر شد.

## بازخورد
این فیلم به دلیل خشونت بسیار زیاد مورد انتقاد قرار گرفت اما از لحاظ فنی و اجرای تیم بازیگری به خصوص تام هالند و رابرت پتینسون با تحسین فراوانی از سوی منتقدان همراه بود.
همچنین این فیلم در چند روز اول پخشش، در صدر پربازدیدترین فیلم‌ها قرار گرفت.

## تحلیل و بررسی فیلم
فیلم «شیطان تمام‌وقت» به کارگردانی آنتونیو کامپوس، به خوبی توانسته است تنش‌ها و تاریکی‌های روانی شخصیت‌هایش را به تصویر بکشد. این فیلم با داستانی پیچیده و چندلایه که در فضای دهه ۱۹۵۰ و ۱۹۶۰ آمریکا می‌گذرد، به بررسی تأثیرات مخرب خشونت و مذهب بر روان انسان می‌پردازد. بازی‌های تأثیرگذار بازیگران مانند تام هالند و رابرت پتینسون، همچنین فضاسازی منحصر به فرد، از نقاط قوت اصلی فیلم هستند.

## موسیقی و تأثیرات صوتی
موسیقی و تأثیرات صوتی در فیلم «شیطان تمام‌وقت» به شکلی هنرمندانه در ایجاد فضای تاریک و مرموز فیلم نقش ایفا می‌کند. موسیقی متن توسط دنی بنسی و ساندر جوریانس ساخته شده است و با تم‌های سنگین و ملودیک، به تعمیق احساسات و تنش‌های درونی شخصیت‌ها کمک می‌کند. استفاده از صداهای محیطی و سکوت‌های طولانی نیز به شدت بخشی از داستان تبدیل شده است که تأثیر عمیق‌تری بر بیننده می‌گذارد.